# 斯科莫羅什基
49°19′45″N 29°26′27″E / 49.32917°N 29.44083°E
斯科莫羅什基（烏克蘭語：Скоморошки），是烏克蘭的村落，位於該國西南部文尼察州，由文尼察區負責管轄，始建於1870年，面積3.85平方公里，海拔高度244米，2001年人口1,435，人口密度每平方公里373.11人。

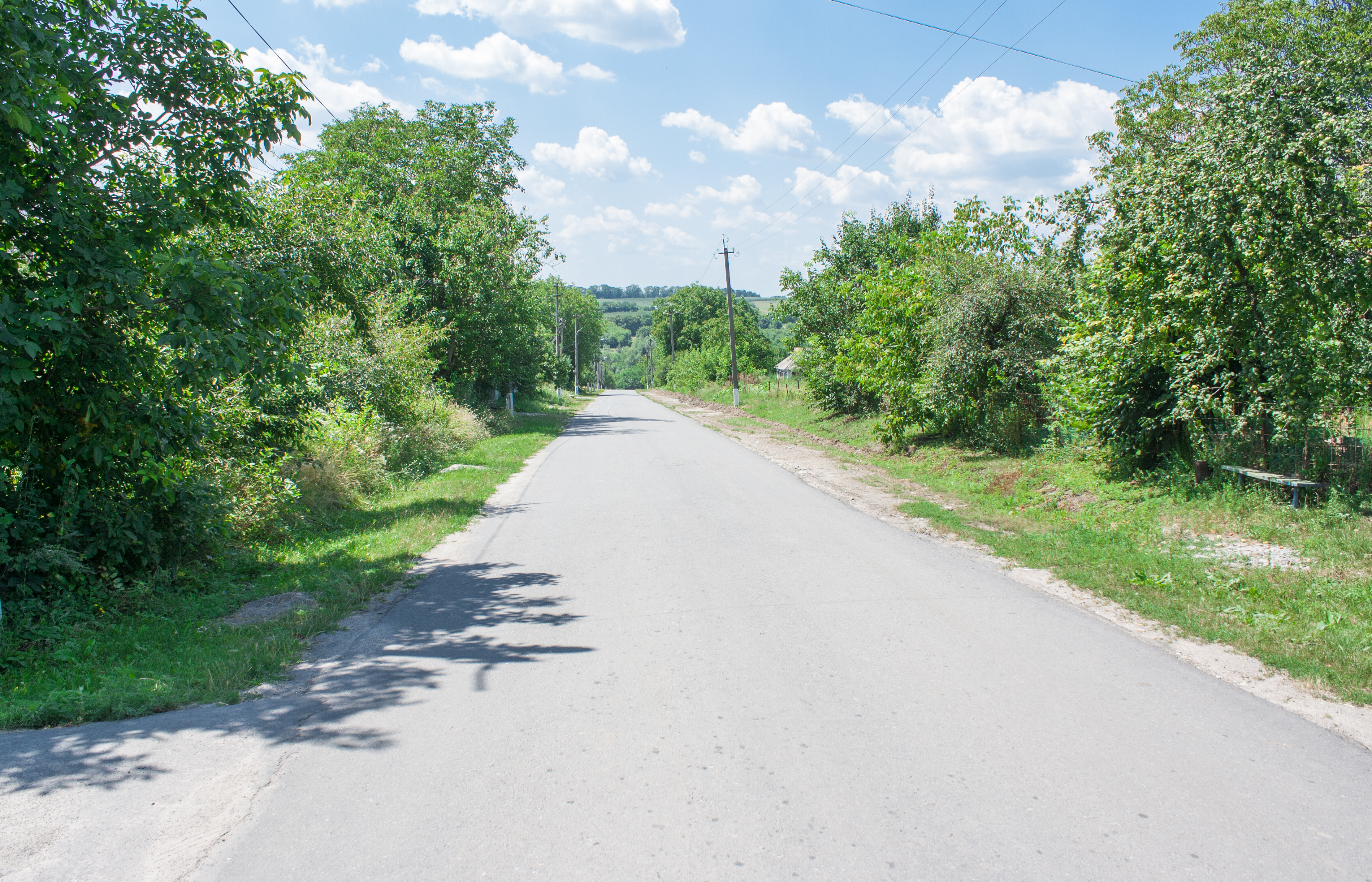
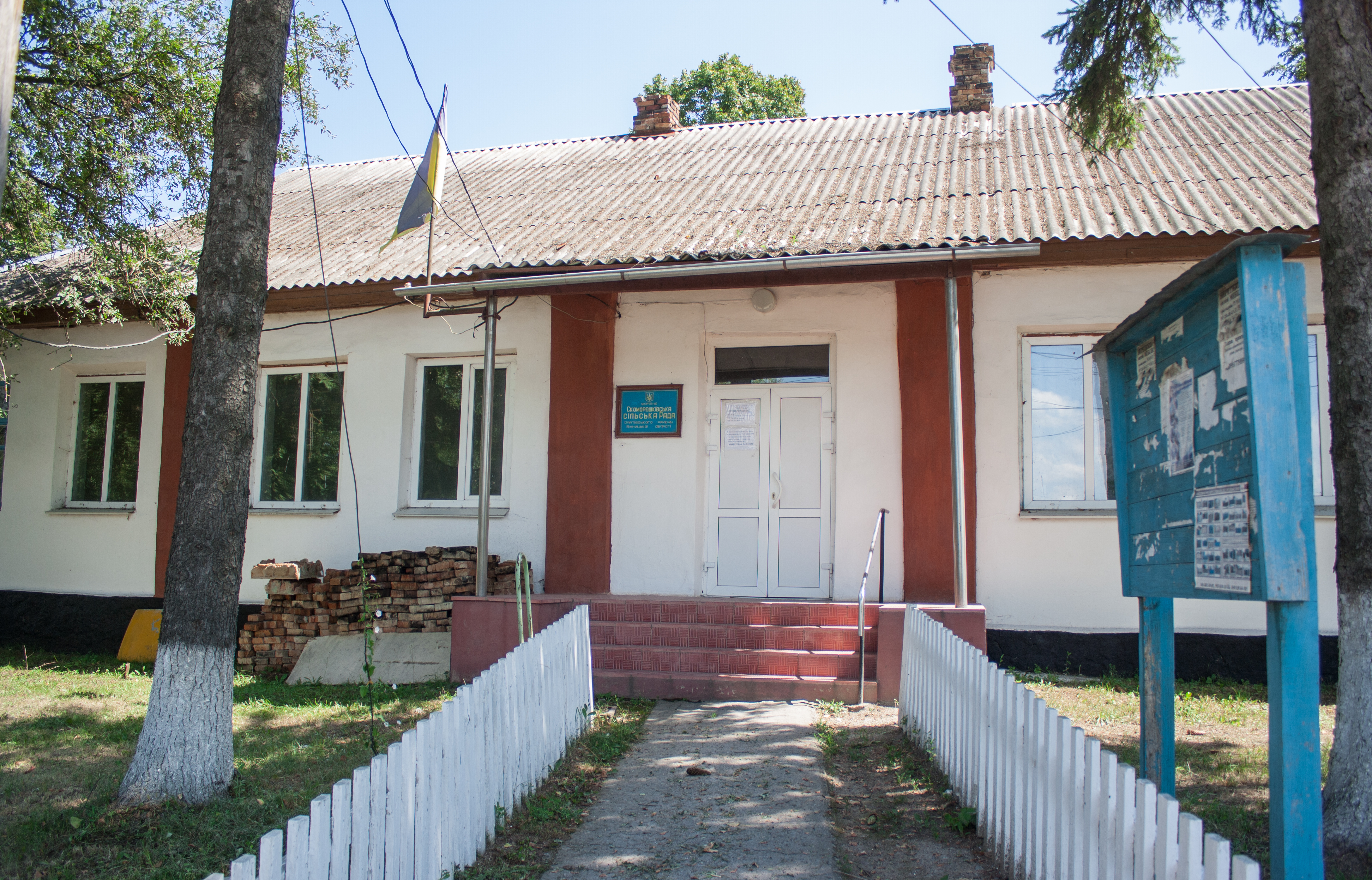
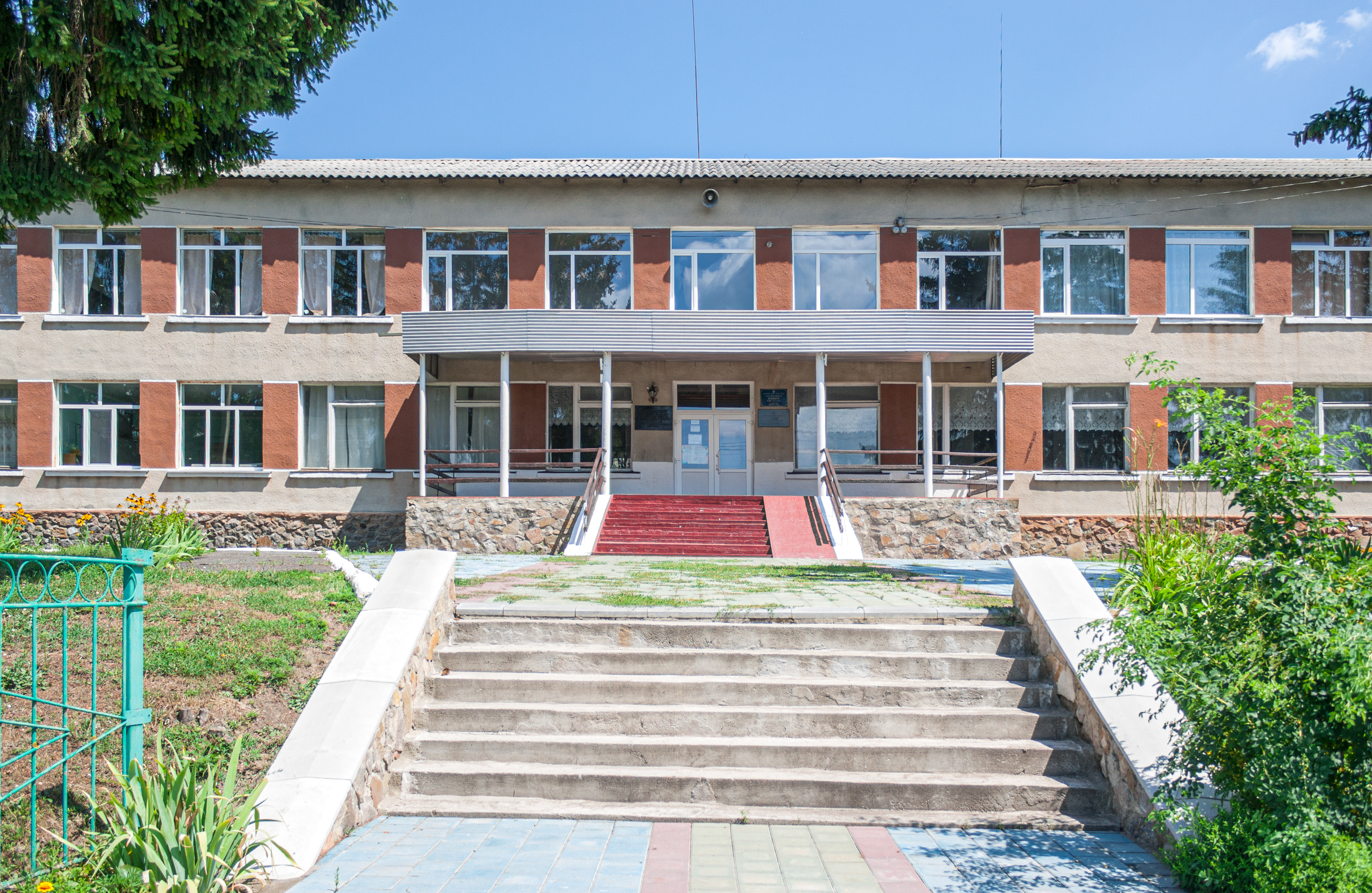
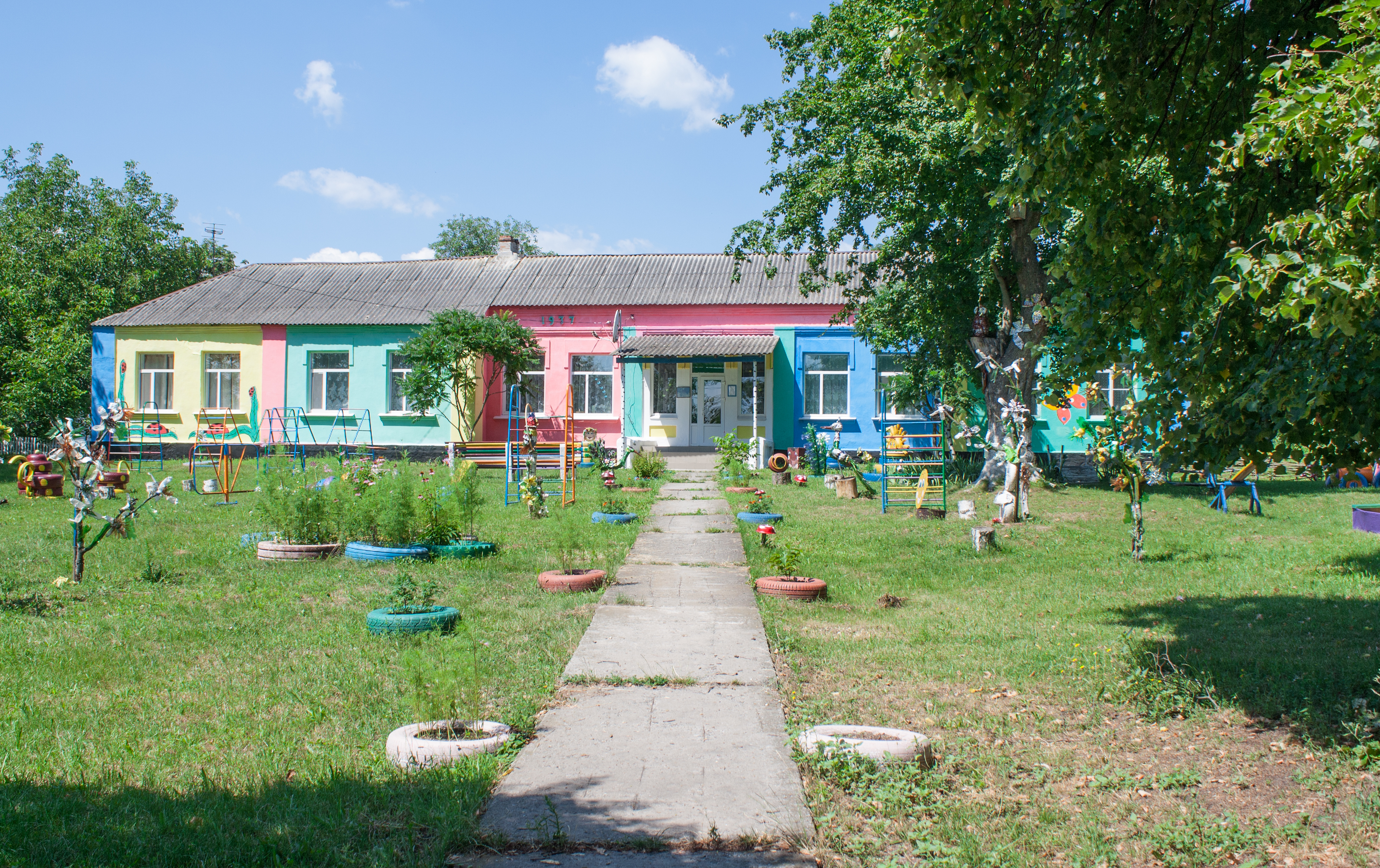
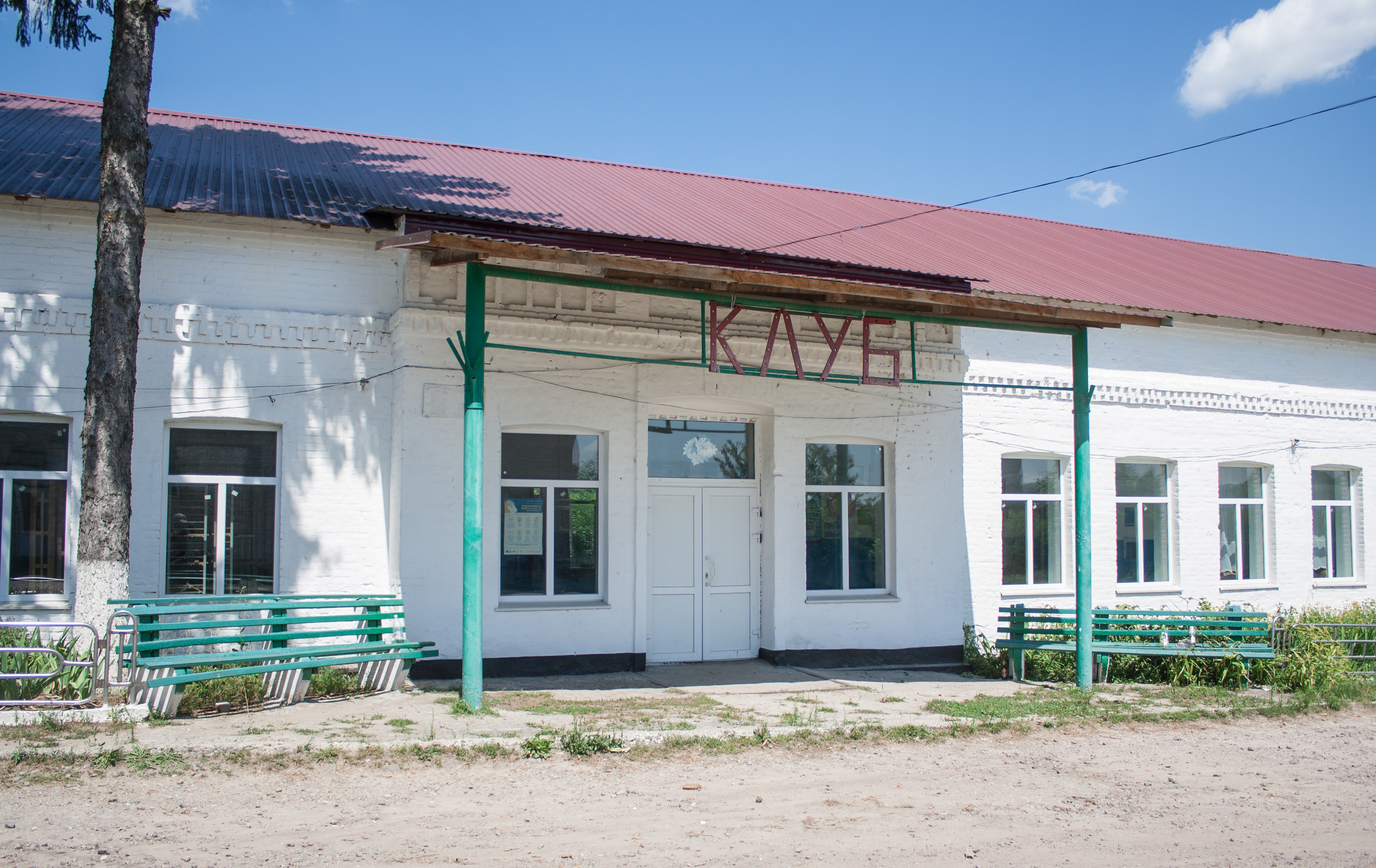
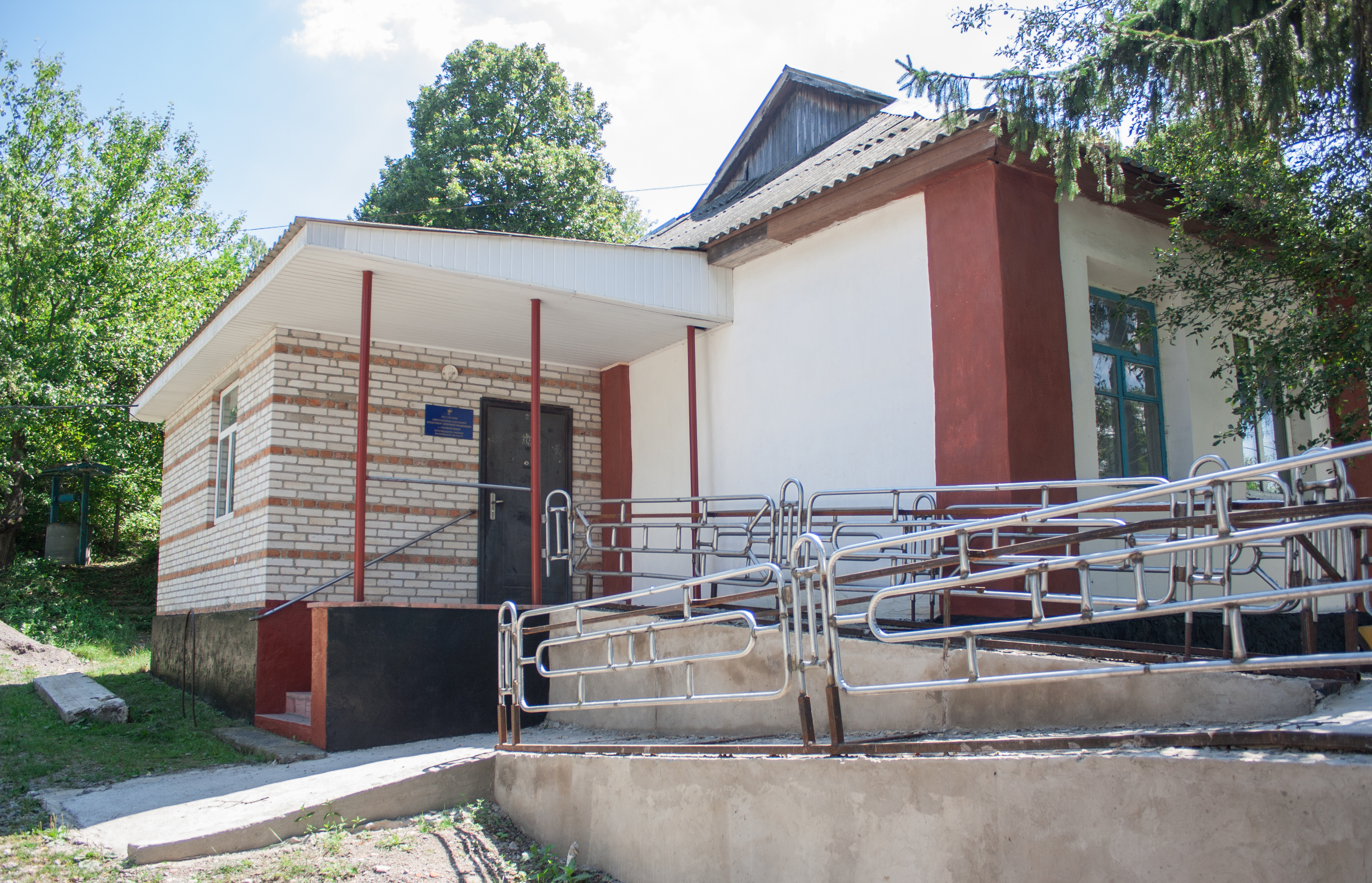
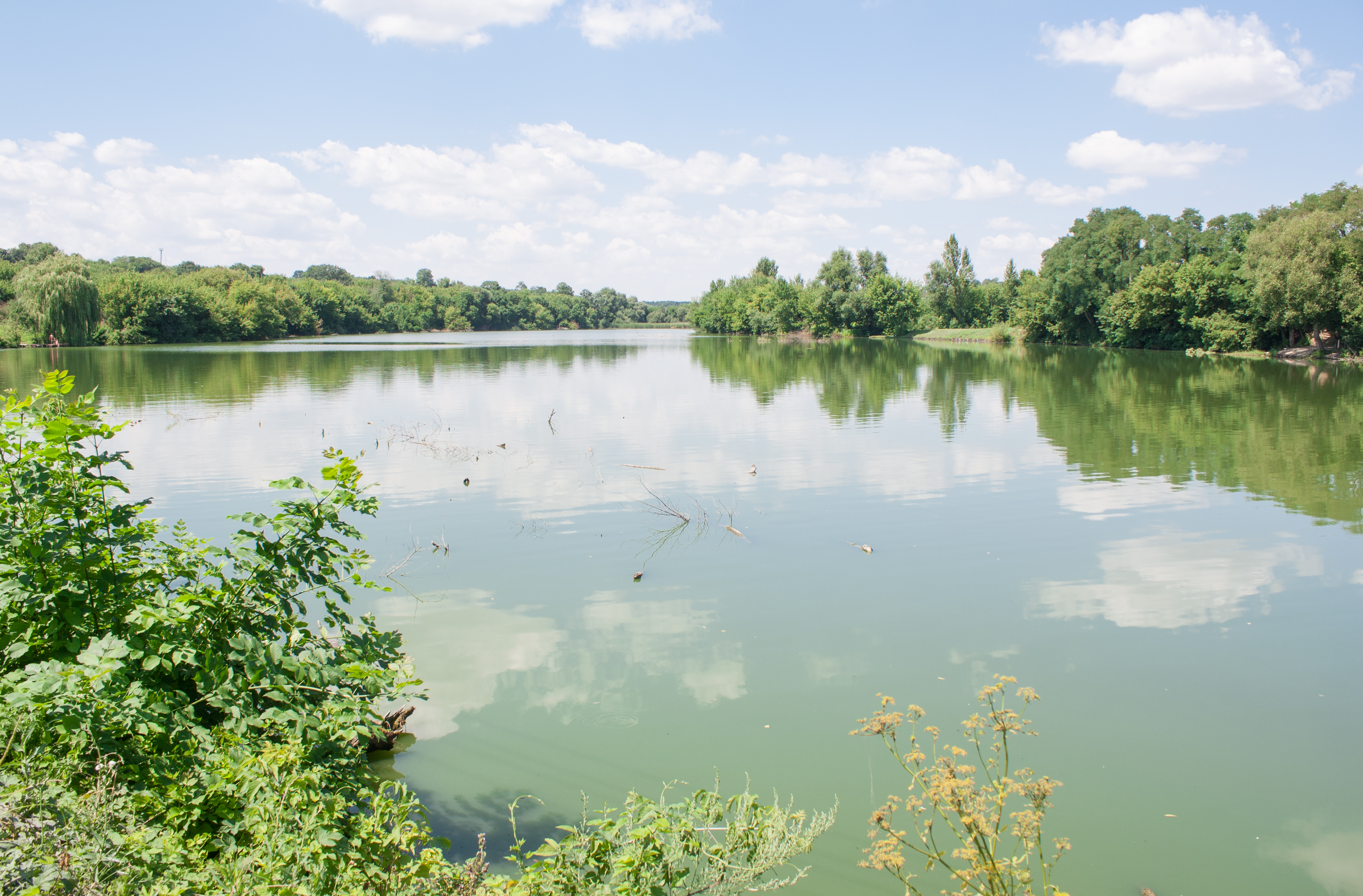
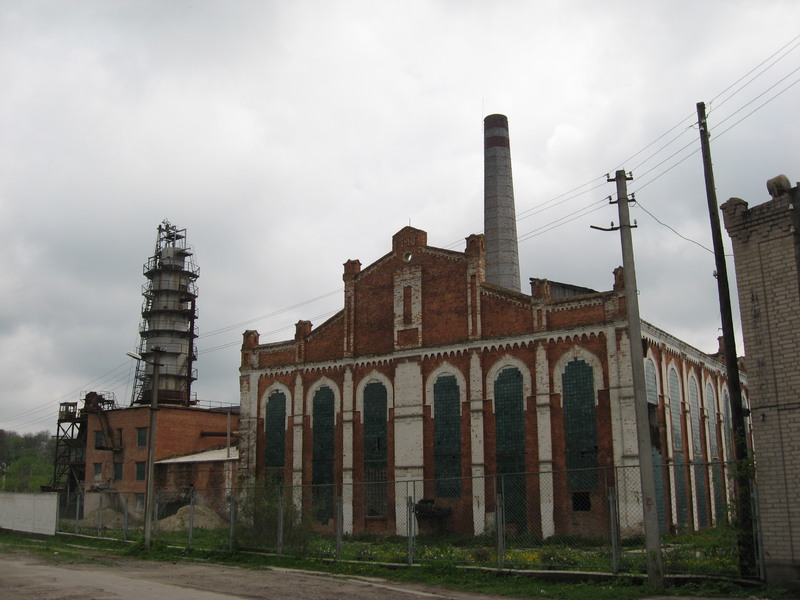